# Weißtannenturm

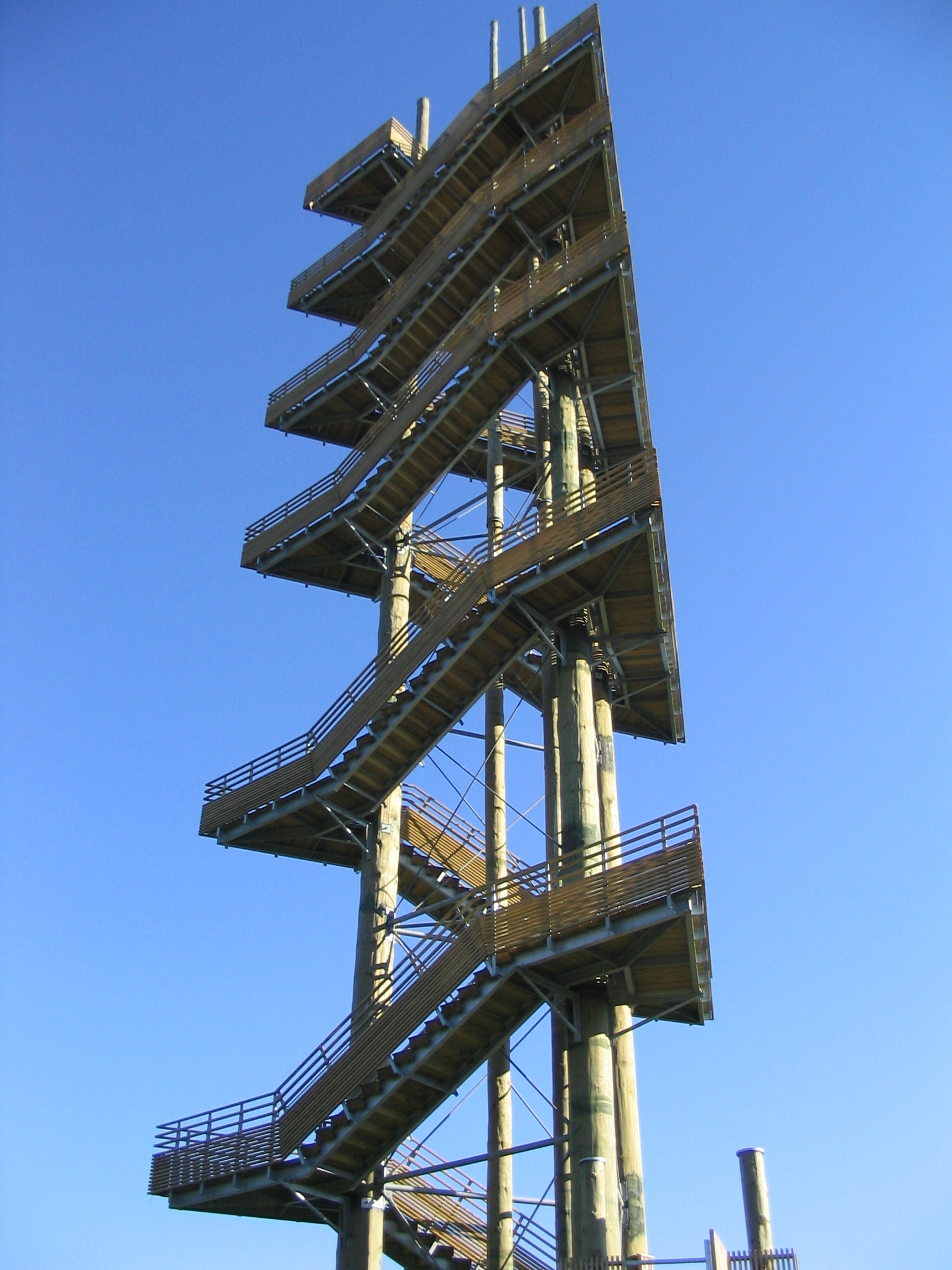
Weißtannenturm in Kehl

Der Weißtannenturm ist ein 44 Meter hoher Aussichtsturm in Kehl, der 2003 errichtet wurde. Er befindet sich innerhalb des Gartens der zwei Ufer. Der Turm besteht aus drei tragenden Ständern aus Stämmen von Weißtannen, die in einem Forst in Nordrach gefällt wurden. Sie werden von verzinkten Stahlträgern und -zugstangen stabilisiert. An der Außenseite dieser Konstruktion führt der Treppenaufgang zur Aussichtsplattform in 35 Metern Höhe. Drei weitere schlankere Tannenstämme in der Mitte ohne statische Funktion überragen die äußeren. Einschließlich der 199 Treppenstufen aus Holzbohlen (erster Absatz 17 Stufen, 14 weitere Absätze à 13 Stufen) wurden etwa 100 Kubikmeter Weißtannenholz verarbeitet.
Der Weißtannenturm ist nicht barrierefrei.